# Nils Backlund
Nils Robert Backlund (Estocolm, 25 d'octubre de 1896 – Estocolm, 3 de desembre de 1964) va ser un waterpolista suec que va competir durant la dècada de 1920.
El 1920 va prendre part en els Jocs Olímpics d'Anvers, on va disputar la competició de waterpolo, en què guanyà la medalla de bronze. Quatre anys més tard, als Jocs de París, va finalitzar en quarta posició de la competició de waterpolo.